# Tolkien (film)
Tolkien – amerykański film biograficzny z 2019 roku w reżyserii Dome Karukoskiego opowiadający o wczesnym życiu brytyjskiego profesora J.R.R. Tolkiena, autora powieści Hobbit, czyli tam i z powrotem oraz Władca Pierścieni. W rolę tytułową wcielił się brytyjski aktor Nicholas Hoult.
Zdjęcia do filmu powstały w Manchesterze, Liverpoolu i Oksfordzie. Premiera odbyła się 10 maja 2019 w Stanach Zjednoczonych. Tydzień później, 17 maja, obraz trafił do kin na terenie Polski.

## Fabuła
Nastoletni John Ronald Reuel Tolkien (Nicholas Hoult), który niedawno stracił rodziców, dzięki stypendium jest uczniem elitarnej King Edward’s School. Podporą są dla niego trzej szkolni przyjaciele – Geoffrey Smith, Christopher Wiseman i Robert Gilson. Pewnego dnia Tolkien poznaje śliczną Edith Bratt (Lily Collins) i zakochuje się w niej z wzajemnością. Kilka lat później genialny lingwista trafia na front I wojny światowej.

## Obsada
- Nicholas Hoult jako J.R.R. Tolkien
- Lily Collins jako Edith Bratt
- Colm Meaney jako ojciec Francis Morgan
- Derek Jacobi jako Joseph Wright
- Anthony Boyle jako Geoffrey Bache Smith
- Patrick Gibson jako Robert Q. Gilson
- Tom Glynn-Carney jako Christopher Wiseman
- Craig Roberts jako szeregowy Sam Hodges
- Pam Ferris jako pani Faulkner
- James MacCallum jako Hilary Tolkien
- Laura Donnelly jako Mabel Tolkien
- Genevieve O’Reilly jako pani Smith

## Odbiór

### Krytyka
Film Tolkien spotkał się z mieszaną reakcją krytyków. W serwisie Rotten Tomatoes 51% ze stu czterdziestu recenzji filmu jest pozytywne (średnia ocen wyniosła 5,76 na 10). Na portalu Metacritic średnia ocen z 36 recenzji wyniosła 48 punktów na 100.